# Doriane Constanty
Doriane Constanty, née le 19 mars 1992 à Périgueux, est une joueuse internationale française de rugby à XV évoluant au poste d'ailier au stade français.

## Carrière
Elle débute au rugby en septembre 2015. En 2019, elle participe au Tournoi des Six Nations féminin 2019,.